# Art Ross
Arthur Howie Ross detto Art (Naughton, 13 gennaio 1886 – Medford, 5 agosto 1964) è stato un hockeista su ghiaccio, allenatore di hockey su ghiaccio e dirigente sportivo canadese.

## Carriera
Conclusa la carriera agonistica, fu arbitro, allenatore e general manager prima nella National Hockey Association (NHA) e poi nella National Hockey League (NHL).
Nato a Naughton, Ontario, Canada, Ross crebbe a Montréal dove imparò a giocare a hockey. Giocò nella NHA per Haileybury, Ottawa e per i Montreal Wanderers. Da giocatore ha vinto due Stanley Cup: nel 1907 con i Kenora Thistles e nel 1908 con i Montreal Wanderers.
Viene ricordato come un difensore intrepido e coraggioso, che non si sottraeva mai alle risse. È storica quella con Minnie McGiffen dei Toronto Blueshirts: entrambi i giocatori furono arrestasti per aggressione, e per poco non successe lo stesso all'arbitro, Cooper Smeaton.
Successivamente divenne prima arbitro, e poi general manager ed allenatore della prima franchigia statunitense della NHL, i Boston Bruins, portandoli alla vittoria di tre Stanley Cup; 2 come GM e una come GM e allenatore. Venne inserito nella Hockey Hall of Fame nel 1949.
Nel 1948 donò alla NHL il trofeo omonimo, che viene annualmente assegnato al giocatore che totalizza più punti nel corso della stagione.

## Palmarès

### Giocatore

#### Club
- Stanley Cup: 2

 Kenora Thistles: 1907
 Montreal Wanderers: 1908

#### Individuale
- Hockey Hall of Fame:

Membro dal 1949

### Allenatore
- Stanley Cup: 1

 Boston Bruins: 1939
- Prince of Wales Trophy (Conference): 5

 Boston Bruins: 1929–30, 1930–31, 1932–33, 1937–38, 1938–39
- Titoli di Division: 4

 Boston Bruins: 1929-30, 1930-31, 1932-33, 1937-38,

## Statistiche

### Giocatore
| Stagione     | Squadra               | Stagione regolare | Stagione regolare | Stagione regolare | Stagione regolare | Stagione regolare | Stagione regolare | Playoff | Playoff | Playoff | Playoff | Playoff |
| Stagione     | Squadra               | Lega              | P                 | G                 | A                 | Pt                | PIM               | P       | G       | A       | Pt      | PIM     |
| ------------ | --------------------- | ----------------- | ----------------- | ----------------- | ----------------- | ----------------- | ----------------- | ------- | ------- | ------- | ------- | ------- |
| 1902–03      | Montreal Westmount    | CAHL              | —                 | —                 | —                 | —                 | —                 | —       | —       | —       | —       | —       |
| 1903–04      | Montreal Westmount    | CAHL              | —                 | —                 | —                 | —                 | —                 | —       | —       | —       | —       | —       |
| 1904–05      | Montreal Westmount    | CAHL              | 8                 | 10                | 0                 | 10                | —                 | —       | —       | —       | —       | —       |
| 1905–06      | Brandon Elks          | MHL               | 7                 | 6                 | 0                 | 6                 | —                 | —       | —       | —       | —       | —       |
| 1906–07      | Brandon Elks          | MHL               | 10                | 6                 | 3                 | 9                 | 11                | 2       | 1       | 0       | 1       | 3       |
| 1907–08      | Montreal Wanderers    | ECAHA             | 10                | 8                 | 0                 | 8                 | 27                | 5       | 3       | 0       | 3       | 23      |
| 1907–08      | Pembroke Lumber Kings | UOVHL             | 1                 | 5                 | 0                 | 5                 | —                 | —       | —       | —       | —       | —       |
| 1908–09      | Montreal Wanderers    | ECAHA             | 9                 | 2                 | 0                 | 2                 | 30                | 2       | 0       | 0       | 0       | 13      |
| 1908–09      | Cobalt Silver Kings   | TPHL              | —                 | —                 | —                 | —                 | —                 | 2       | 1       | 0       | 1       | 0       |
| 1909–10      | All-Montreal HC       | CHA               | 4                 | 4                 | 0                 | 4                 | 3                 | —       | —       | —       | —       | —       |
| 1909–10      | Haileybury Comets     | NHA               | 12                | 6                 | 0                 | 6                 | 25                | —       | —       | —       | —       | —       |
| 1910–11      | Montreal Wanderers    | NHA               | 11                | 4                 | 0                 | 4                 | 24                | —       | —       | —       | —       | —       |
| 1911–12      | Montreal Wanderers    | NHA               | 18                | 16                | 0                 | 16                | 35                | —       | —       | —       | —       | —       |
| 1912–13      | Montreal Wanderers    | NHA               | 19                | 11                | 0                 | 11                | 58                | —       | —       | —       | —       | —       |
| 1913–14      | Montreal Wanderers    | NHA               | 18                | 4                 | 5                 | 9                 | 74                | —       | —       | —       | —       | —       |
| 1914–15      | Ottawa Senators       | NHA               | 16                | 3                 | 1                 | 4                 | 55                | 5       | 2       | 0       | 2       | 0       |
| 1915–16      | Ottawa Senators       | NHA               | 21                | 8                 | 8                 | 16                | 69                | —       | —       | —       | —       | —       |
| 1916–17      | Montreal Wanderers    | NHA               | 16                | 6                 | 2                 | 8                 | 66                | —       | —       | —       | —       | —       |
| 1917–18      | Montreal Wanderers    | NHL               | 3                 | 1                 | 0                 | 1                 | 12                | —       | —       | —       | —       | —       |
| Totale ECAHA | Totale ECAHA          | Totale ECAHA      | 19                | 10                | 0                 | 10                | 57                | 7       | 3       | 0       | 3       | 36      |
| Totale NHA   | Totale NHA            | Totale NHA        | 131               | 56                | 16                | 72                | 406               | 5       | 2       | 0       | 2       | 0       |
| Totale NHL   | Totale NHL            | Totale NHL        | 3                 | 1                 | 0                 | 1                 | 12                | —       | —       | —       | —       | —       |
| 1906–07      | Kenora Thistles       | St-Cup            | —                 | —                 | —                 | —                 | —                 | 2       | 0       | 0       | 0       | 10      |
| 1911–12      | NHA All-Stars         | Exhib             | 3                 | 4                 | 0                 | 4                 | 0                 | —       | —       | —       | —       | —       |

*statistiche da giocato da Total Hockey

### Coaching record
| Stagione | Squadra            | Lega | Ruolo         | Pos. finale | Playoff                       | Note |
| -------- | ------------------ | ---- | ------------- | ----------- | ----------------------------- | ---- |
| 1917–18  | Montreal Wanderers | NHL  | Head coach    | 6ª NHL      | Non qualificata               |      |
| 1922–23  | Hamilton Tigers    | NHL  | Head coach    | 4ª NHL      | Non qualificata               |      |
| 1924–25  | Boston Bruins      | NHL  | GM/Head coach | 6ª NHL      | Non qualificata               |      |
| 1925–26  | Boston Bruins      | NHL  | GM/Head coach | 4ª NHL      | Non qualificata               |      |
| 1926–27  | Boston Bruins      | NHL  | GM/Head coach | 2ª American | Sconfitti in finale           |      |
| 1927–28  | Boston Bruins      | NHL  | GM/Head coach | 1ª American | Sconfitti in Semifinals       |      |
| 1929–30  | Boston Bruins      | NHL  | GM/Head coach | 1ª American | Sconfitti in Finale           |      |
| 1930–31  | Boston Bruins      | NHL  | GM/Head coach | 1ª American | Sconfitti in Semifinale       |      |
| 1931–32  | Boston Bruins      | NHL  | GM/Head coach | 4ª American | Non qualificata               |      |
| 1932–33  | Boston Bruins      | NHL  | GM/Head coach | 1ª American | Sconfitti in Semifinale       |      |
| 1933–34  | Boston Bruins      | NHL  | GM/Head coach | 4ª American | Non qualificata               |      |
| 1936–37  | Boston Bruins      | NHL  | GM/Head coach | 2ª American | Sconfitti ai Quarti di finale |      |
| 1937–38  | Boston Bruins      | NHL  | GM/Head coach | 1ª American | Sconfitti in Semifinale       |      |
| 1938–39  | Boston Bruins      | NHL  | GM/Head coach | 1ª NHL      | Vincitori della Stanley Cup   |      |
| 1941–42  | Boston Bruins      | NHL  | GM/Head coach | 3ª NHL      | Sconfitti in Semifinale       |      |
| 1942–43  | Boston Bruins      | NHL  | GM/Head coach | 2ª NHL      | Sconfitti in Finale           |      |
| 1943–44  | Boston Bruins      | NHL  | GM/Head coach | 5ª NHL      | Non qualificata               |      |
| 1944–45  | Boston Bruins      | NHL  | GM/Head coach | 4ª NHL      | Sconfitti in Semifinale       |      |

*statistiche d'allenatore da Total Hockey